# بريان أفيري
بريان أفيري (بالإنجليزية: Bryan Avery)‏ هو مهندس معماري بريطاني، ولد في 2 يناير 1944 في باركشير في المملكة المتحدة، وتوفي في 4 يوليو 2017 في لندن في المملكة المتحدة.

## وصلات خارجية
- الموقع الرسمي